# Лощиць Юрій Михайлович
Юрій Михайлович Лощиць (21 грудня 1938, село Валегоцулове, Одеська область) — російський письменник, публіцист та літературознавець. Лауреат Патріаршої літературної премії (2013).
Свій шлях у літературі розпочав у середині 1950-х як поет, проте більшість віршів не публікувалося до 1990 року. Зажив популярності завдяки біографіями, що виходили в серії «Життя чудових людей». Найбільший резонанс викликали книга про Івана Гончарова, яка вплинула на концепцію фільму «Кілька днів із життя І. І. Обломова», та життєпис Дмитра Донського.
Для поезії Лощиця радянського періоду характерні ліризм, велика кількість релігійних образів. У пізніший час він приділяє основну увагу громадянській проблематиці, звертається до традицій давньоруської віршової культури; також займається перекладами сербських поетів.
З 1990-х років працює над мистецькою прозою. У романах «Уніон» та «Напівсвіт» епізоди російської та сербської історії XIX — XX століть сусідять із трагічними подіями післяперебудовних років. Автобіографічна повість «Післявоєнне кіно» розповідає про дитячі роки.
У публіцистиці виступає з консервативно-почвенницьких позицій.

## Біографія
Народився 21 грудня 1938 року у селі Валегоцулові (нині Долинське) Одеської області в українсько-білоруській родині. Батько, Михайло Федорович Лощиць (1917–2015) — виходець із селян, учасник оборони Ленінграда та прориву блокади; після війни працював у військовій пресі, пішов у відставку у званні генерал-майора. Мати, Тамара Захарівна Грабовенко (1920–2007) — сільська вчителька.
У 1939 році Михайло Лощиць був призваний до армії, і його дружина відвезла дитину з Валегоцулова до своїх батьків у село Федорівка. Там вони пережили Німецько-радянську війну, німецьку та румунську окупацію. Після закінчення війни в 1945 сім'я переїхала в Новосибірськ, де була дислокована військова частина батька, а через два роки — в Москву.
У 1962 році Юрій Лощиць закінчив філологічний факультет МДУ імені М. В. Ломоносова. У студентський період відвідував літературні майстерні Павла Антокольського та Миколи Старшинова. Після університету на деякий час захопився журналістикою, працював кореспондентом і редактором у газетах «Ленінський прапор» (1962–1964), «Піонерська правда» (1964–1965), «Учительській газеті» (1966–1970). Пізніше згадував ці роки як марно втрачені, хоча журналістські навички виявилися затребуваними і надалі.
Вибір письменницького шляху, за словами самого Лощиця, визначило «загальне для того часу романтично-перебільшене уявлення про те, що література здатна найрішучішим чином вплинути на загальну зміну життя на краще». Любов до художнього слова Стародавньої Русі, її культурі він перейняв від своїх університетських викладачів — Миколи Лібана, Володимира Турбіна. Завдяки творам Віктора Астаф'єва, Василя Бєлова, Валентина Распутіна письменник зміг «краще зрозуміти трагедію, пережиту у XX столітті російським селом». Наприкінці 60-х — на початку 70-х років через знайомство з давньоруською архітектурою та іконописом Лощиць звернувся до православ'я, що значною мірою визначило його подальшу творчість.
У 1974–1983 був редактором серії «Життя чудових людей» видавництва «Молодая гвардия», де брав участь у роботі над книгами «Паскаль» і «Чаадаєв» Бориса Тарасова, «Рубльов» Валерія Сергєєва, «Кант» і «Шеллінг» Арсенія Гулиги. У 1990–1994 служив редактором газети «Літературна Росія». У 1995–1997 рр. очолював журнал «Образ». У 2003–2007 рр. був головним редактором історико-культурологічного альманаху «Тобольськ і весь Сибір». З 2000 р. — Редактор порталу «Російське воскресіння».
Член Спілки письменників СРСР з 1980, з 2003 — секретар правління Спілки письменників Росії. У грудні 2010 р. увійшов до складу Ради експертів Патріаршої літературної премії. З 5 травня 2015 — член Палати піклувальників цієї премії.
З початку 1970-х був активістом Всеросійського товариства охорони пам'яток історії та культури. У 1990 став одним з підписали лист 74-х. Брав участь у захисті Білого дому у жовтні 1993 року. З журналістськими відрядженнями їздив до Афганістану у 1988 році та до Югославії під час військових конфліктів 1990-х.
Батько двох синів. Живе та працює в Москві.

## Творчість

### Поезія
Юрій Лощиць почав писати вірші ще в середній школі, перші публікації — у колективних збірниках поетів МДУ «Райдуга» (1958) та «Відкрита земля» (1959). Навчаючись в університеті, пережив захоплення поезією та особистістю Велимира Хлєбнікова.
1961 року через появу «Віршів про безсоння» Лощиця в новорічному номері архангельської молодіжної газети «Північний комсомолець» редакцію видання було розігнано. Сам факт публікації бюро обкому КПРС визнало «грубою політичною помилкою», присвятивши йому спеціальну постанову:
<…> Ю. Лашицем допущено багато помилкових, порочних положень, з аполітичних позицій розглядаються деякі успіхи нашого народу. Так ракети та супутники у тлумаченні цього автора з'явилися «із нашого поту і крові», що «недосипали ми, недоїдали, щоб цим супутникам літати». У період, коли нашій країні встановлено 6-7 годинний робочий день, автор Ю. Лошиць стверджує, що «всі відпочинки геть відкинуті» і робить висновок, що «треба на землі працювати, а відсипатися під землею».
Після приходу автора до віри в його віршах поряд із релігійними мотивами («Серый день», «Дерзай, да будешь Божий…», «И вот остались мы одни…», «Бог по имени Нет (Подражание английскому)») з'являються ліричні описи природи («Река, и за рекой гора…», «Журавль», «Песня странника»), а також релігійно забарвлені спогади про дитинство («Дарья», «Мама вносит с мороза бельё…»).
Перша книга поезії «Столица полей» була видана, частково з цензурних міркувань, тільки в 1990 році. Пізніше вийшли збірки «Больше, чем всё» (2001) та «Величие забытых» (2007). У 1990-ті та 2000-ті роки поряд із звичною силабо-тонікою поет використовує ритмічні можливості давньоруської віршової культури — як книжкової, так і фольклорної. Характерними для поезії Лощиця стають заліки («Пісня»), плачі («Прощання з Сербією»), розмовні інтонації («Клас»). Наскрізні теми віршів 1990-х — біль за зганьблену Вітчизну, за ошуканих і принижених співвітчизників («Він бачив велику кров…», «Крізь стрій»).
Переважно співуча і сумна, поезія Лощиця відображає прогресуючий розпад світу. Тема Божої відплати реалізована засобами буфонади, речитативу, раєшного вірша, поліфонії голосів та реплік у поемі «Христос свариться». Наведені в Євангелії гнівні слова Спасителя, який викривав «породжень єхідниних», лягли в основу образу «Ярого ока, Спаса-Ругателя», що винищує все нечисте.
Для цивільних віршів Лощиця характерні трагічні інтонації («По одному підемо ми, не дізнавшись / На кому з нас схаменеться Росія» («Юрій Селезньов», 1994)), паралелі з сербською історією («Прощання з Сербією»). Чималу частину його творчості становить духовна лірика («У тонкого сну на краю…», «Афон», «Світло тихе»). Неміч людської природи та спрямованість душі до неба виражені у циклі «Валаам».

### Біографічна проза
Для прози Лощиця з самого початку було властиво бажання осмислити справжні історичні події та невигадані людські долі. Відмовляючись від вигаданих персонажів, подій та діалогів, письменник заповнює нестачу біографічних відомостей безліччю деталей, що характеризують ту чи іншу епоху. Подібний метод художньо-дослідницької реконструкції проявився вже в книзі «Сковорода» (1972) про українського філософа та поета XVIII століття. Як зазначав Сергій Ликошин, «в округлому, виразному слові Ю. Лощиця відкривалася історія, що у світогляді Г. Сковороди… розуміння багатьох прихованих від очей, але ясних серцю рухів розуму та одкровень духу».

#### «Гончаров»
Популярність письменнику принесла друга з художніх біографій — «Гончаров» (1977), у якій перед читачем відкривався духовний шлях російського класика. У книзі руйнувалися ідеологічні схеми, що склалися за радянських часів навколо творчості Івана Гончарова. Центральною стала глава про роман «Обломов», де Лощиць вводить персонажа у міфологічний, казково-фольклорний та біблійний контекст, а також говорить про глибину та сучасність «проблеми Обломова». На думку письменника, Обломов не тільки піддається критиці автора, а й висловлює власні ідеї Гончарова, кидаючи виклик обмеженому практицизму.
Книга «Гончаров», поряд з іншими виданнями серії «ЖЗЛ» («Достоєвський» Юрія Селезньова, «Островський» Михайла Лобанова, «Гоголь» Ігоря Золотуського), опинилася в центрі гострих полемік про класику на початку 1980-х. Видавництво висунуло книгу на здобуття Державної премії, проте з публічним засудженням «Гончарова» виступив секретар ЦК КПРС Михайло Суслов. Після виходу передової статті «Революція, народ, історія» в журналі «Комуніст», де автору інкримінувалися «спроба ідеалізувати старовину», «відступ від соціально-класових критеріїв», почалася кампанія проти книги та її автора.
Серед критиків біографії Гончарова — Борис Бялик («суперечність із ленінськими оцінками»), С. Вайсман («антидобролюбівське трактування обломівщини»), Станіслав Рассадін, Василь Кулішов, Петро Ніколаєв, Володимир Новіков, В. Баранов, Юрій Суровцев та Віталій Озеров. Семен Резнік у пізніше опублікованій статті «Зупиніть музику!» звинувачував Лощиця в антисемітизмі, неприйнятті прогресу, наклепі на декабристів і народників, а також зазначав, що той перебуває «в полоні руйнівних ілюзій і, якщо не завіральних, то, безсумнівно, згубних ідей». За словами Резніка, «Гончаров» — «це свого роду зразок твору антибіографічного жанру».
Фелікс Кузнєцов говорив про недоліки «Гончарова» у статтях «Нігілізм і нігілізм» та «Істина історії». З підтримкою книги виступили Михайло Лобанов та Дмитро Жуков. Згодом ідеї біографії позитивно оцінював Валентин Недзвецький, який неодноразово посилався на неї у своїх роботах.
Укладачі приміток до «Обломова» у повному зібранні творів Гончарова, що виходить у видавництві «Наука» з 1997 р., підтримують деякі з висловлених у біографії поглядів — зокрема, зіставлення роману з книгою «Фрегат „Паллада“». При цьому судження письменника про Штольця, на їх погляд, «гранично упереджені, майже памфлетні». Висновок же Лощиця про автобіографічність образу Обломова ці дослідники вважають «підсумковим для радянського етапу вивчення зв'язку біографії Гончарова та його творчості».
Концепція роману та його героя, дана Лощицем, втілена у фільмі Микити Міхалкова «Кілька днів із життя І. І. Обломова» (1979).
Епізод із гоніннями на «Гончарова» було порушено у книзі Михайла Ходорковського та Леоніда Невзліна «Людина з рублем» у контексті загальної критики радянського ладу, на що сам Лощиць відреагував з іронією. На його думку, мільярдери згадали біографію Гончарова через незгоду автора з Леніним, а саму книгу не читали, інакше опинилися б у таборі її противників.

#### «Дмитро Донський»
Художня біографія «Дмитро Донський» (1980) відтворювала картину російського життя XIV ст. Лощиць досить точно дотримувався джерел, у той же час численні мистецькі елементи зближують його книгу з історичним романом. Автор також використав ряд спірних «татищевських вістей», віднісши у своїй бібліографії «Історію Російську» Василя Татищева, написану по другій чверті XVIII століття, до розділу «Джерела», а не до розділу «Дослідження». Белетризованим є і докладний опис Куликівської битви, який, на думку Олексія Любомудрова, «став одним із найкращих у російській історичній прозі». Однак Лощиць не обмежився художньою реконструкцією і безпосередньо за нею помістив окрему главу «Обставини битви», що містить докладний розбір повідомлень різночасних джерел.
Показуючи середньовічний світ зсередини, автор допомагав читачеві увійти до нього. У монологах персонажів, уривках літописів, авторських роздумах відкривалося закрите для сучасників православне світогляд. В умовах жорсткої ідеологічної цензури та атеїстичного диктату Лощицю вдавалося, використовуючи невласне-пряме мовлення, викладати навіть основи християнської аскетики.

Головною у книзі є тема історичного випробування. Автор закликав сучасників запозичити та зберегти творчу енергію, мужність у подоланні перешкод, вищі духовні здобутки, притаманні співвітчизникам середньовічної доби. Кульмінація книги — ліричний монолог автора, в якому, на думку Любомудрова, помітні інтонації Гоголя і Достоєвського:
Чи чуєте ви, друзі, нашу тризну?.. І чи чуєте ви там, скрізь, по всьому світу?.. Ми будемо! Хочете, не хочете, ми житимемо, будуватимемо золотошоломні кам'яні дива та міцні житниці, народжуватимемо дітей і сіятимемо зерно в благодатні борозни. Ми ще зберемо добрих гостей з усього світу, і ніхто не піде з російського бенкету неситий.
"Дмитру Донському" присвятили доброзичливі розбори Л. Дьомін, Михайло Антонов, Вадим Каргалов, В. Каліта, Олексій Любомудров, Віктор Буганов. У 1993 р. з'явилося канадське репринтне відтворення радянського видання 1980 року (Монреаль; Нью-Йорк) з передмовою Першоієрарха Російської Зарубіжної Церкви митрополита Віталія, який назвав книгу «шедевром російської історичної літератури» і зазначив, що вона надихнула і зневаженої Батьківщині". За словами владики Віталія, «автор виклав всю цю працю прекрасною російською мовою, повернувши до життя багато старих російських, напівзабутих або просто забутих, слів».
Книга витримала близько 10 перевидань, її загальний тираж перевищив чотири мільйони екземплярів.

##### Спроба екранізації
У 1982 році кіностудія «Мосфільм» уклала з Лощицем договір на екранізацію «Дмитра Донського». Кінокартину планував зняти Микита Міхалков, але за особистим розпорядженням Юрія Андропова роботу над фільмом довелося припинити, щоб «не кривдити східних товаришів».

#### «Кирило і Мефодій»
У 2013 році вийшла книга «Кирило і Мефодій», над якою письменник працював понад дванадцять років. Валерій Ганичов охарактеризував її як «величезну за масштабом і глибиною», наголосивши на роботі автора з джерелами та обґрунтованості оцінок епохи. Голова Видавничої ради Російської православної церкви митрополит Калузький Климент (Капалін) також вважає роботу «по-справжньому якісною». У той же час протодіакон Андрій Кураєв, підтвердивши знання Лощицем фактичного матеріалу, назвав біографію «загалом агіткою, дуже далекою від науковості», а її стиль порівняв зі стилем книг Володимира Мединського.
З тим, що автор «багато нав'язує своєму читачеві, і це стосується не лише ідейно-змістовної складової», погодився й історик Денис Сахарних. Серед інших його зауважень — «презумпція розумності, доброти та неминучості всіх звершень» героїв книги, «„товсті“ політичні натяки, без яких можна було обійтися» і «далеко не повне висвітлення» значущості подвигу Кирила і Мефодія. Невід'ємною гідністю біографії Сахарних вважає те, що вона не просто «зразок історичної публіцистики», а «просвітницький текст», і саме з просвітницької точки зору він вийшов найбільш вдалим.

### Художня проза
Романи «Уніон» (1992) та «Напівсвіт» (1996) становлять дилогію, дія якої відбувається то в Сербії, то в Росії. У першому з них поєднуються кілька історичних пластів: у текст введені історико-документальні повісті про генерала Драже Михайловича і четницький Рівногірський рух, про вождя першого Сербського повстання Георгія Чорного, засновника королівської династії Карагеоргійовичів. Автор «присутній» і в післявоєнній сталінській Москві, і в Афганістані, залишаючись при цьому в тісному номері белградського готелю «Уніон» напередодні розпаду радянського «уніону». На думку Едуарда Володіна, «Уніон» «можна розглядати і як сучасне літописання про Сербію, і як традиційне для епосу ходіння за три моря російського героя». Назва другого роману теж сербська: Напівсвіт — маленьке селище в Сербії, де герої, що злегка напідпитку, мріють заснувати столицю всього слов'янського співтовариства.
Поява обох романів у сербському перекладі (Белград — Дервента, 1997; Белград, 2005) викликала велику кількість відгуків у югославській періодиці. Так, Мілован Данойліч говорив про незвичайність форми у статті «У сербському колі». За його словами, «хоча роман Лощиця охоплює події та обставини двох століть, дійсний час роману, написаного в стилі потоку свідомості та в монологах, триває від вечора до ранку…».
Автобіографічна повість «Післявоєнне кіно» (2000) стала певним підсумком роздумів Лощиця над витоками народного характеру, сенсом сучасної історії Росії. У ньому відображені спогади автора про своє дитинство, картини післявоєнного Сибіру, України, Москви. На думку Едуарда Володіна, це «одна з найкращих православно визначених повістей нашої літератури останніх десятиліть <…> Інтонація книги — світла, добра, обнадійлива — наповнює читачів світлом і добротою, на які така скупа наша цинічна і озлоблена повсякденність». Внутрішню переконливість повісті підкреслював Віктор Гумінський, який зазначав, що дитяче сприйняття світу — «глибокий погляд сучасного художника, який проникає в часи і далі і вміє за примарними оболонками сьогодення розглянути порожнечу і національну трагедію, а за патиною минулих епох — повноту буття і тверду віру в майбутнє».
«Великдень червоний» (2002) — досвід у жанрі паломницького ходіння. Документальна повість розповідає про зустріч Великодня у Єрусалимі, де автор збирав свідчення про життя перших християн.

### Публіцистика
Книга Лощиця «Земля-іменинниця» (1979) — цикл ліричних есе, історичних нарисів, розповідей про рідну історію, топоніміку, про єдність землі та народженого їй народу. Збірка була доброзичливо зустрінута критиками Олександром Разуміхіним, В. Рибаковим, Юрієм Селезньовим. На думку Олексія Любомудрова, у книзі Лощиць «виступив як талановитий майстер слова — живого, багатого, м'якого, що зачіпає глибину людського серця, що хвилює душу». На противагу цій точці зору Семен Рєзнік заявляв, що «основним стрижнем» книги «є оспівування та ідеалізація найбільш дрімучої патріархальщини», а самого автора характеризував як «малоталантливого і вкрай неосвіченого літератора».
Інші публіцистичні твори письменника — книга «Слухання землі» (1988), документальний нарис «Свідчу» (1995), книга «Слов'янські святці» (2006). Юрій Лощиць регулярно виступає з гострих суспільно-політичних питань на сторінках журналу «Нова книга Росії». Характеризуючи свої переконання, автор підкреслював: «… нічого навмисно „патріотичного“ я ніколи не ставив собі за мету писати, вважаючи, що патріотизм — це не професія, не посада, а внутрішній стан, і якщо воно є, то це і так видно».

### Переклади
Лощиць — автор перекладів із сербської: уривків із книги Драгіші Васича «Спогади про Росію», епічних пісень із «Косовського циклу», віршів Джури Якшича, Десанки Максимович, Зорана Костича.

### Кіносценарії
Автор сценаріїв до телевізійних фільмів про святих Мефодії та Кирила: «Солунський пролог» (1997) та «Урочистість і смерть у Римі» (2001), а також «Старець Силуан Афонський» (2001).

### Іншими мовами
«Гончаров» перекладений болгарською (Софія, 1983), «Дмитро Донський» — польською (Варшава, 1987), сербською (Белград — Приштина, 2000) та вірменською, «Уніон» — сербською (Белград—Дервента, 1997; 2005), «Напівсвіт» — також сербською мовою (Белград, 2005). Вірші із книги «Столиця полів» перекладав сербською Володимир Ягличич.

## Нагороди
- Орден Святого благовірного князя Данила Московського ІІІ ступеня Російської православної церкви (1998) — «до уваги ініціативи щодо відтворення храму Христа Спасителя»

### Премії
- Премія журналу «Огонёк» (1982)[2]
- Премія журналу «Наш сучасник» (1992) — за роман «Уніон»[2]
- Премія журналу «Москва» (1999) — за переклади сербської поезії[2]
- Премія імені Едуарда Володіна (2002) — за повість «Післявоєнне кіно»[49]
- Премія імені О. С. Хомякова (2003)[2]
- Велика літературна премія Росії Спілки письменників Росії (2003) — за повість «Великодень червона» і книгу прози «Напівсвіт»[2]
- Друга премія «Олександр Невський» (2006) — за книгу «Дмитро Донський»[50]
- Літературна премія, присвячена 200-річному ювілею І. О. Гончарова (2006) у номінації «Дослідникам за видатний внесок у вивчення та пропаганду життя та творчості І. О. Гончарова»[51]
- Бунінська премія (2009) — за книгу «Вибране»[52]
- Патріарша літературна премія імені святих рівноапостольних Кирила та Мефодія (2013)[1]
- Міжнародна православна літературна премія «Богородиця Троєручиця» (2014)[53]